# 进气道
进气道，为涡轮发动机部件之一。
涡轮发动机进气道有几个功能，一是尽可能多的恢复自由流动的总压并输送该压力到压气机，即冲压回复或压力恢复。另一个功能就是提供均匀的气流到压气机使压气机有效的工作。气流流经进气道时，希望能够有尽可能小的流动损失，在压气机的进口处有尽可能均匀的气体流场。进气道引起的飞行阻力必须尽可能的小。

## 类型和参数
进气道可分为亚音速和超音速进气道。超音速进气道又可以分为内压式、外压式和混合式三种。民航主要使用亚音速客机，其发动机进气道都采用扩张形的亚音速进气道。
超音速飞机上进气道有固定的或可变的几何形状，从前到后其直径逐渐减小然后增加。这种收敛-扩张形状用于使进来的气流在到达压气机之前减慢成亚音速。
1. 外压式超音速进气道
2. 内压式超音速进气道
3. 混合式超音速进气道